# Чазов, Борис Алексеевич
Бори́с Алексе́евич Ча́зов (14 сентября 1920 года, Верещагино, Пермская область — 16 октября 2005 года, Пермь) — советский и российский географ, доктор географических наук, последний декан геолого-географического факультета (1949–1955), первый декан географического факультета (1955–1960), профессор, зав. кафедрой физической географии (1960–1992), проректор по научной работе (1970) Пермского университета.
Заслуженный работник высшего образования России, почётный член Русского географического общества, Всероссийского общества охраны природы и общества «Знание», Академии естествознания. Основоположник ландшафтного направления в Пермском университете.

## Биография
В 1938 году поступил на геолого-географический факультет Пермского университета. После окончания он некоторое время работал преподавателем в школе, а затем вернулся в Пермский университет.
В 1945 году — старший преподаватель ПГУ.
В 1953 году — защитил кандидатскую диссертацию.
В 1966 году — защитил докторскую диссертацию «Физическая география Уральского Прикамья».
В 1949–1955 годы — декан геолого-географического факультета.
В 1955 году Борис Алексеевич был одни из инициаторов организации самостоятельного географического факультета на базе географического факультета Пермского педагогического института, географических отделений Уральского и Пермского университетов. 3 августа 1955 года он официально назначается деканом нового факультета.
В 1955–1960 годах — первый декан самостоятельного географического факультета. Существовавшие тогда геолого-географический и химико-биологический факультеты были разделены на 4 самостоятельных факультета. В состав нового факультета были включены студенты и научные работники географического факультета Уральского университета и естественно-географического факультета Пермского педагогического института.
На плечи Б. А. Чазова легло много организационных вопросов, в том числе переезд кафедр факультета из второго в пятый корпус (который после этого именовали «географическим»).
В 1960–1992 годы — заведующий кафедрой физической географии Пермского университета. С 1992 года — профессор кафедры.
С 12 января 1970 — 16 июня 1970 — проректор по научной работе Пермского университета.
Б. А. Чазов известен по всей России как один из основоположников регионального ландшафтоведения. Он считал, что ландшафтоведение подразделяется на региональное и общее (именно эта концепция была положена в основу его докторской диссертации).

## Награды и звания
- Орден «Знак Почёта»
- Медаль «За доблестный труд. В ознаменование 100-летия со дня рождения Владимира Ильича Ленина»
- Медаль «За доблестный труд в Великой Отечественной войне 1941—1945 гг.»
- Юбилейная медаль «50 лет Победы в Великой Отечественной войне 1941—1945 гг.»
- Знак «Почётный работник высшего профессионального образования Российской Федерации»
- Почётное звание «Заслуженный работник высшей школы Российской Федерации» (2000) — за заслуги в научной работе, значительный вклад в дело подготовки высококвалифицированных специалистов[5]

## Избранные работы
- Физико-географическое районирование. Пермская область: природа, история, экономика, культура. Пермь, 1959;
- Природные основы мелиорации в Пермской области. Пермь, 1979;
- К проблеме оптимизации хозяйственных целей при использовании природных ресурсов Пермской области. Пермь, 1992.